# Montpellier
Montpellier là thành phố miền Nam, là tỉnh lỵ của tỉnh Hérault, thuộc vùng hành chính Occitanie của nước Pháp. Montpellier nằm giữa Nime và Bezier, gần với biển Địa Trung Hải, có dân số là 251.000 người (năm 2006). Montpellier nằm trên trục giữa phía Bắc Tây Ban Nha và phía Tây Italia. Kể từ năm 2001, Montpellier chia làm 7 khu vực hành chánh quan trọng: Montpellier centre, Croix d'argent, les Cévennes, Mosson, Hôpitaux-Facultés, Port-Marianne, Prés-Arènes.

## Môi trường
Montpellier là thành phố tương đối sạch.

## Vị trí Địa lý

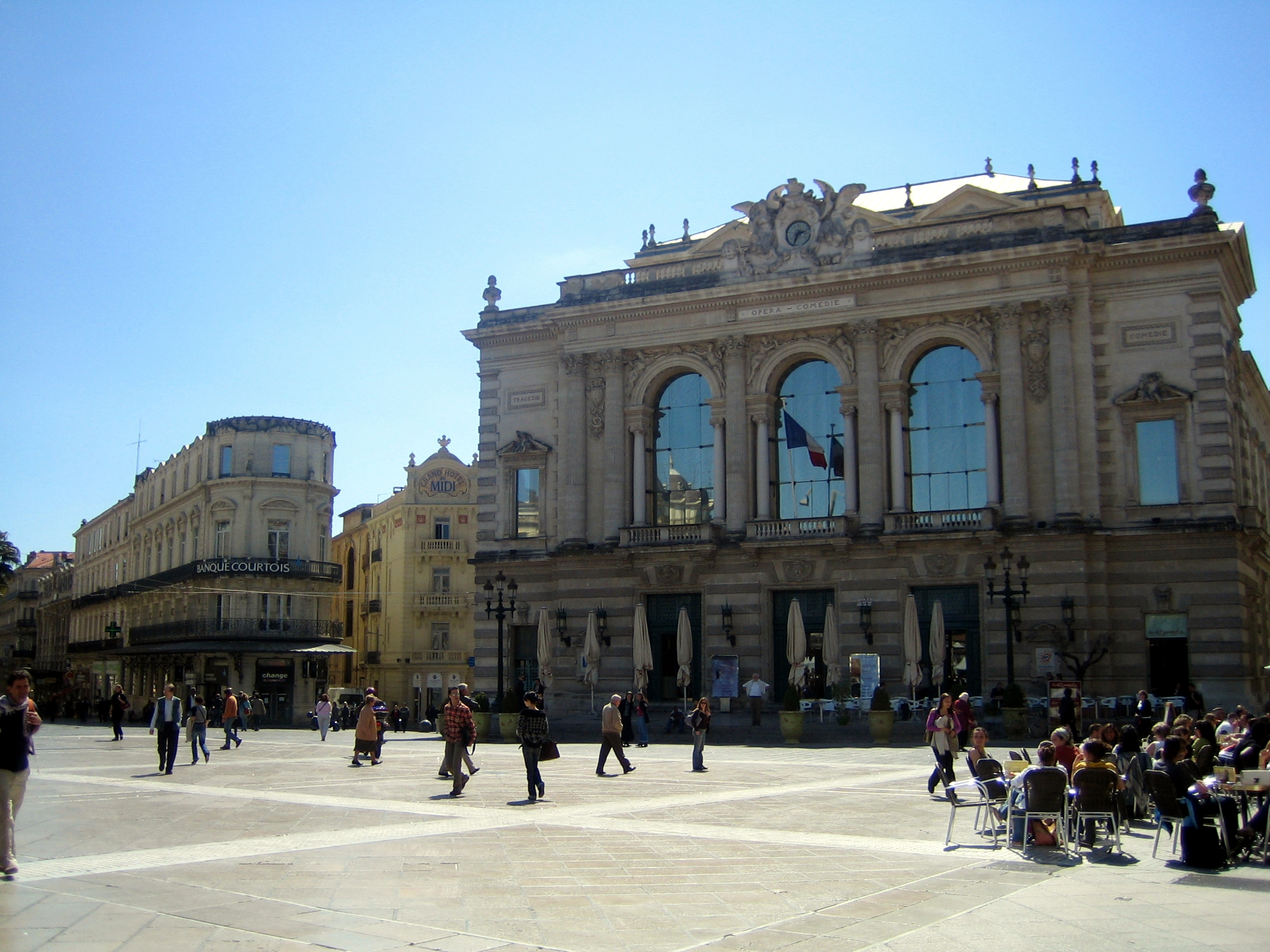
L'opéra Comédie

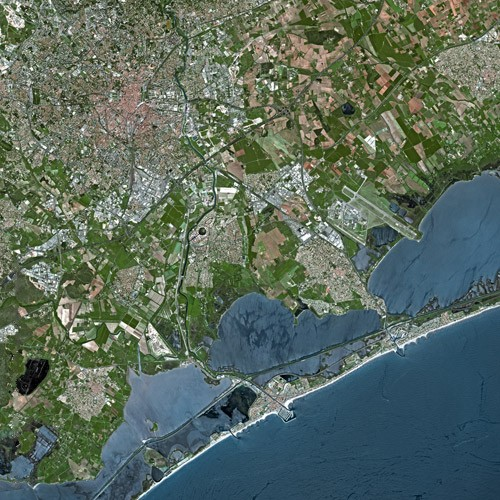
Montpellier vu par le satellite Spot

Montpellier là thành phố lớn thứ 8 của Pháp, là thành phố lớn thứ hai vùng hành chính Occitanie và tỉnh Hérault. Là thành phố lớn thứ 3 sau Marseille và Nice ở khu vực Địa Trung Hải. Mật độ dân số thành phố liên tục tăng trong vòng 50 năm trở lại đây.
Montpellier nằm cách biển Địa Trung Hải 10 km theo đường bộ, cách núi gần nhất 75 km (Đỉnh Aigoual 1 567 m, thuộc tỉnh Gard).
Thành phố Montpellier nằm rất gần với biển. Vị trí cao nhất là quảng trường Payrou cao 57m so với mặt nước biển. thành phố được hình thành và phát triển trên 2 ngọn đồi là: Montpellier và Montpellieret. Những con dường dẫn lên đây thường nhấp nhô, khó đi. Ở Montpellier có hai con sông lớn bắt ngang là le Lez ở phía Đông và Mosson ở phía Tây. Montpellier được mở rộng theo hướng bờ biển bằng việc hình thành nhưng khu dân cư mới ở phía Nam thành phố như Antigone, Port Marianne, Richter). Vào những năm 1977, Montpellier trở thành tuyến hằng hải quan trọng nối liền Gênes và Barcelone.
Thành phố Montpellier có diện tích 5688 hectares. Đất thổ cư chiếm khoảng ba phần năm tổng diện tích, phần còn lại là các công viên, khu bảo tồn (Zoologique Lunaret và Bois de Montmaur) và đất canh tác (gần 180ha đất nông nghiệp phần lớn là các ruộng nho) các vùng canh tác nho nổi tiếng như phía Đông (Montaubérou, Valédeau, Faugergues), phía Nam (méjanelle, Mogère,..) phía Bắc (plan 4 Seigneurs), phía Tây (château-Bon, Bionne, Rieucoulon)

## Khí hậu
Khí hậu Montpellier ảnh hưởng khí hậu vùng Địa Trung Hải, lượng mưa trung bình hàng năm ít, đôi khi có mưa rào to vào mùa thu từ tháng 9 đến tháng 12. Ngược lại, mùa hè khí hậu khô và có giông vào tháng 8. Nhiệt độ trung bình trong năm là 14,2 độ C, cao hơn mức trung bình của Pháp là 12,2 độ C.
| Dữ liệu khí hậu của Montpellier (1981–2010)              | Dữ liệu khí hậu của Montpellier (1981–2010) | Dữ liệu khí hậu của Montpellier (1981–2010) | Dữ liệu khí hậu của Montpellier (1981–2010) | Dữ liệu khí hậu của Montpellier (1981–2010) | Dữ liệu khí hậu của Montpellier (1981–2010) | Dữ liệu khí hậu của Montpellier (1981–2010) | Dữ liệu khí hậu của Montpellier (1981–2010) | Dữ liệu khí hậu của Montpellier (1981–2010) | Dữ liệu khí hậu của Montpellier (1981–2010) | Dữ liệu khí hậu của Montpellier (1981–2010) | Dữ liệu khí hậu của Montpellier (1981–2010) | Dữ liệu khí hậu của Montpellier (1981–2010) | Dữ liệu khí hậu của Montpellier (1981–2010) |
| Tháng                                                    | 1                                           | 2                                           | 3                                           | 4                                           | 5                                           | 6                                           | 7                                           | 8                                           | 9                                           | 10                                          | 11                                          | 12                                          | Năm                                         |
| -------------------------------------------------------- | ------------------------------------------- | ------------------------------------------- | ------------------------------------------- | ------------------------------------------- | ------------------------------------------- | ------------------------------------------- | ------------------------------------------- | ------------------------------------------- | ------------------------------------------- | ------------------------------------------- | ------------------------------------------- | ------------------------------------------- | ------------------------------------------- |
| Cao kỉ lục °C (°F)                                       | 21.2 (70.2)                                 | 22.5 (72.5)                                 | 27.4 (81.3)                                 | 30.4 (86.7)                                 | 35.1 (95.2)                                 | 37.2 (99.0)                                 | 37.5 (99.5)                                 | 36.8 (98.2)                                 | 36.3 (97.3)                                 | 31.8 (89.2)                                 | 27.1 (80.8)                                 | 22.0 (71.6)                                 | 37.5 (99.5)                                 |
| Trung bình ngày tối đa °C (°F)                           | 11.6 (52.9)                                 | 12.8 (55.0)                                 | 15.9 (60.6)                                 | 18.2 (64.8)                                 | 22.0 (71.6)                                 | 26.4 (79.5)                                 | 29.3 (84.7)                                 | 28.9 (84.0)                                 | 25.0 (77.0)                                 | 20.5 (68.9)                                 | 15.3 (59.5)                                 | 12.2 (54.0)                                 | 19.9 (67.8)                                 |
| Tối thiểu trung bình ngày °C (°F)                        | 2.8 (37.0)                                  | 3.3 (37.9)                                  | 5.9 (42.6)                                  | 8.7 (47.7)                                  | 12.5 (54.5)                                 | 16.0 (60.8)                                 | 18.9 (66.0)                                 | 18.5 (65.3)                                 | 15.0 (59.0)                                 | 11.9 (53.4)                                 | 6.8 (44.2)                                  | 3.7 (38.7)                                  | 10.4 (50.7)                                 |
| Thấp kỉ lục °C (°F)                                      | −15.0 (5.0)                                 | −17.8 (0.0)                                 | −9.6 (14.7)                                 | −1.7 (28.9)                                 | 0.6 (33.1)                                  | 5.4 (41.7)                                  | 8.4 (47.1)                                  | 8.2 (46.8)                                  | 3.8 (38.8)                                  | −0.7 (30.7)                                 | −5.0 (23.0)                                 | −12.4 (9.7)                                 | −17.8 (0.0)                                 |
| Lượng Giáng thủy trung bình mm (inches)                  | 55.6 (2.19)                                 | 51.8 (2.04)                                 | 34.3 (1.35)                                 | 55.5 (2.19)                                 | 42.7 (1.68)                                 | 27.8 (1.09)                                 | 16.4 (0.65)                                 | 34.4 (1.35)                                 | 80.3 (3.16)                                 | 96.8 (3.81)                                 | 66.8 (2.63)                                 | 66.7 (2.63)                                 | 629.1 (24.77)                               |
| Số ngày giáng thủy trung bình                            | 5.5                                         | 4.4                                         | 4.7                                         | 5.7                                         | 4.9                                         | 3.6                                         | 2.4                                         | 3.6                                         | 4.6                                         | 6.8                                         | 6.1                                         | 5.6                                         | 57.8                                        |
| Số ngày tuyết rơi trung bình                             | 0.6                                         | 0.7                                         | 0.3                                         | 0.0                                         | 0.0                                         | 0.0                                         | 0.0                                         | 0.0                                         | 0.0                                         | 0.0                                         | 0.1                                         | 0.7                                         | 2.4                                         |
| Độ ẩm tương đối trung bình (%)                           | 75                                          | 73                                          | 68                                          | 68                                          | 70                                          | 66                                          | 63                                          | 66                                          | 72                                          | 77                                          | 75                                          | 76                                          | 70.8                                        |
| Số giờ nắng trung bình tháng                             | 142.9                                       | 168.1                                       | 220.9                                       | 227.0                                       | 263.9                                       | 312.4                                       | 339.7                                       | 298.0                                       | 241.5                                       | 168.6                                       | 148.8                                       | 136.5                                       | 2.668,2                                     |
| Nguồn 1: Meteo France                                    |                                             |                                             |                                             |                                             |                                             |                                             |                                             |                                             |                                             |                                             |                                             |                                             |                                             |
| Nguồn 2: Infoclimat.fr (độ ẩm, ngày tuyết rơi 1961–1990) |                                             |                                             |                                             |                                             |                                             |                                             |                                             |                                             |                                             |                                             |                                             |                                             |                                             |

## Lịch sử
Bá tước Melgueil là người đầu tiên đặt tên cho thành phố là Montpellier năm 985. Tiếp sau đó, những vùng lân cận như Nimes, Narbonne, Béziers hay Carcassonne được hình thành vào thời kì La Mã vào thế kỉ thứ 11. Nằm giữa Tây Ban Nha và Ý, gần với hải cảng Lattes, thành phố Montpellier nhanh chóng trở thành 1 trung tâm giao lưu văn hoá, kinh tế, mỹ nghệ, kim hoàn giữa khu vực Bắc Âu với Tây Ban Nha nói riêng và cả vùng Địa Trung Hải nói chung.
Sau cái chết của bá tước Guilhem VIII ngày 9 thánh 11 năm 1202, đánh dấu chấm hết cho sự cai trị của triều đại nhà Guilhem mở dường cho việc hình thành chính quyền thành phố theo nền cộng hòa.
Vào thời kì Trung cổ, nhà thờ Notre – Dame - des tables là nơi tập trung những người hành hương đến từ Saint - Jacques-de - Compostelle. Điều này kéo theo sự hình thành các viện bệnh và viện nhà cứu trợ. Các bác sĩ người do thái và ả rập dưới sự săn đuổi của người Tây Ban Nha tập trung lại đây và cho ra đời trường y Montpellier (l'école Médecine de Montpellier) năm 1220 dưới quyền lãnh đạo của cha sứ Honorius III. Đây cũng được xem là một trong những trường Y khoa lâu đời nhất của Pháp.
Vào những năm đầu của thế kỉ XVII và XVIII, giới quý tộc Montpellier bắt đầu hình thành một thú vui xây dựng nhiều cung điện nguy nga và nhiều vườn hoa. Một trong những nơi đẹp nhất là l'hôtel de Guidais, vườn Peyrou. Quảng trường Comédie và L'arc de triomphe – Esplanade du Peyrou được xây dựng dưới lệnh của vua Louis XIV vào thế kỉ XVII.
Vào thời điểm chiến tranh thế giới lần thứ hai, ngày 13 tháng 2 năm 1941, dưới sự dẫn dắt của thống chế Pétain, chính phủ Pháp lâm thời, đã có cuộc gặp gỡ với tướng Franco (bấy giờ là người lãnh đạo nhà nước thân phát xit ở Tây Ban Nha).
Sau chiến tranh thế giới lần thứ hai, một lần nữa Montpellier lại được vinh hạnh là nơi diễn ra cuộc gặp gỡ ký kết về hợp tác song phương giữa tổng Francois Mitterrand. thủ tướng Michel Rocard và thủ tướng Tây Ban Nha Felipe Gonzaléz vào ngày 23, 24 tháng 11 năm 1988.

## Giao thông vận tải

### Đường bộ
- Từ năm 2004, toà thị chính Monpellier cho xây dựng các rào cản tự động, cấm tất cả phương tiện đi lại trong khu trung tâm trừ một vài khoảng thời gian cố định trong ngày một số phương tiện đặc biệt như xe cảnh sát, bưu diện, xe rác được phép lưu thông.

Giao thông trong thành phố khá thuận tiện, rất it khi xảy ra hiện tượng kẹt xe nhiều giờ liền. vì thế, Montpellier có rất ít những bãi đậu xe miễn phí và thành phố nghiêm cấm việc đậu xe quá 24 tiếng tại cùng một địa điểm.
Ngoài ra, thành phố khuyên khách du lịch đến đây nên để lại xe ở các bãi dậu xe ở ngoại ô thành phố và sử dụng phương tiện công cộng để di vào tham quan thành phố.

### Giao thông công cộng TAM (Transports de l'agglomération de Montpellier)

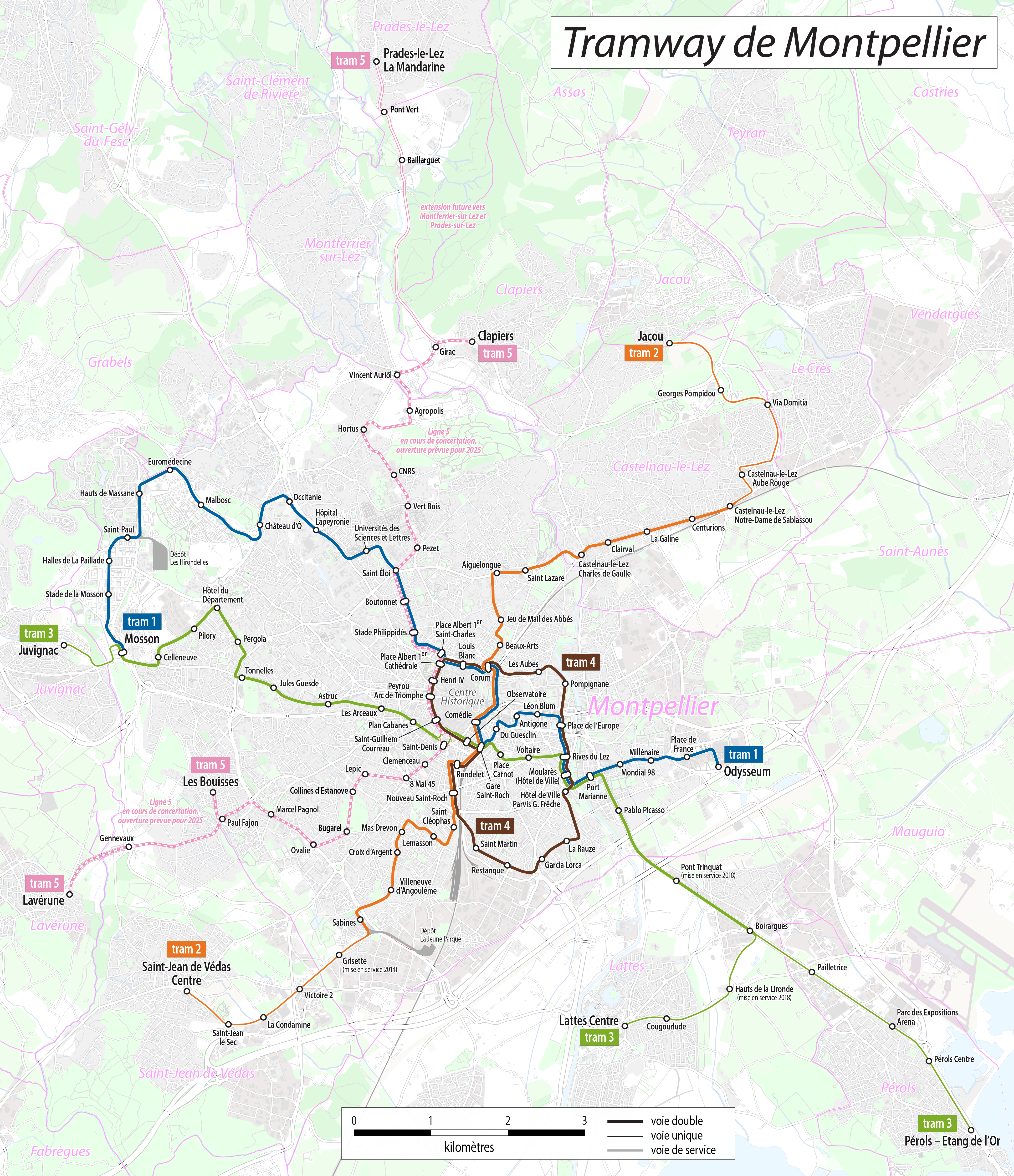
Bản đồ hệ thống tàu điện ở Montpellier.

Giao thông công cộng ở Montpellier được chia làm 4 dạng (bus, tramway, xe đạp thuê theo giờ và xe chuyên chở chung). Thành phố Montpellier được chia ra làm 2 tuyến tramway đã đi vào sử dụng và 2 đang trong giai đoạn thi công:
- Tram 1 có màu xanh biển tô điểm với một vài cánh én,nối liền từ la Paillade Tây Bắc thành phố đến Odysseum phía Đông, đi qua các bệnh viện (St Élois, La Peyronie) và trường học (faculté des sciences et des lettres) và trung tâm thành phố (Corum, place Comédie) và cuối cùng gare SNCF, Antigone et Richter.
- Tram 2 có màu chủ đạo là cam điểm tô là những cánh hoa đầy màu sắc mang hương vị mùa hè, nối liền các vùng khu vực dân cư như Jacou, Castelnau-le-lez và St Jean de Verdas theo trục Đông-Bắc, Tây-Nam.
- Tram 3 khởi công tháng 3 năm 2009 dự kiến khánh thành vào đầu năm 2012 nối liền trung tâm thành phố với các vùng ven biển (Juvignac, Lattes, Pérols)
- Tram 4 được quyết định bởi thị trưởng thành phố Montpellier và các vùng phụ cận nối liền sân vận động rugby Yves-du-Manoir ở phía Tây thành phố đến Clapiers ở phía Bắc dự kiến sẽ đi qua các đại lộ Henri IV-Peyrou-Jeu de Paume.
- Với 4 tuyến tramway, Montpellier còn có 29 tuyến bus khác nhau giúp cho việc đi lại của người dân trong thành phố rất thuận tiện. 2 tuyến hoạt động về đêm như ligne 15, Amigo.
- Dịch vụ cho thuê xe đạp mang tên velomagg với hơn 50 trạm bãi giúp cho việc đi lại càng dễ dàng ngoài ra cũng giúp cho thành phố giảm được lượng khí thải hằng năm
- Mới đây nhất là dịch vụ cho thuê xe Modulauto rất tiện lợi cho khách du lịch có nhu cầu tham quan Montpellier bằng xe ôtô.

### Đường sắt
Gare lớn nhất ở Montpellier có tên là Saint Roch được đặt tên tháng 3 năm 2005. Với TGV bạn chỉ mất 3h15 để có thể đi từ Montpellier đến gare de Lyon (Paris). tuyến đường sắt của montpellier nằm trên trục Nime-Narbonne-Toulouse - Bordeaux - Barcelone.

## Văn hoá

### Bảo tàng

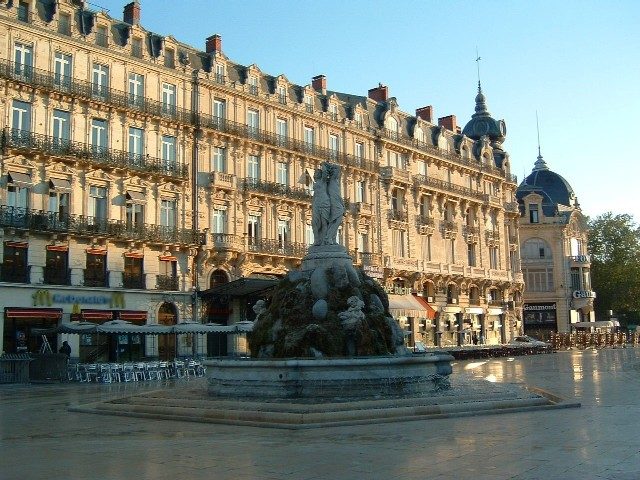
Quảng trường Comedie-La Place de la Comédie

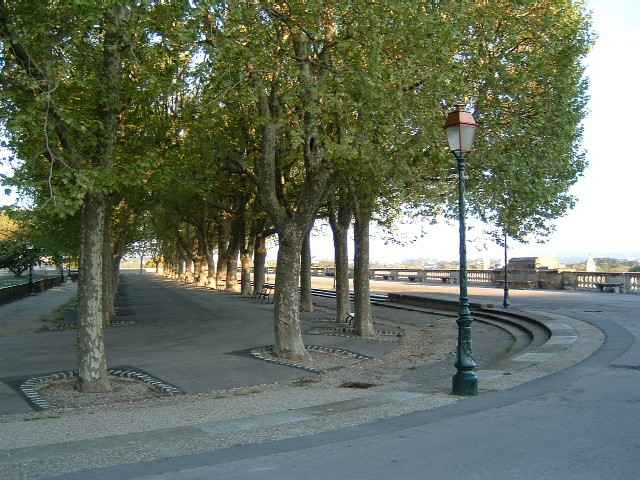
Công viên Peyrou-La promenade du Peyrou

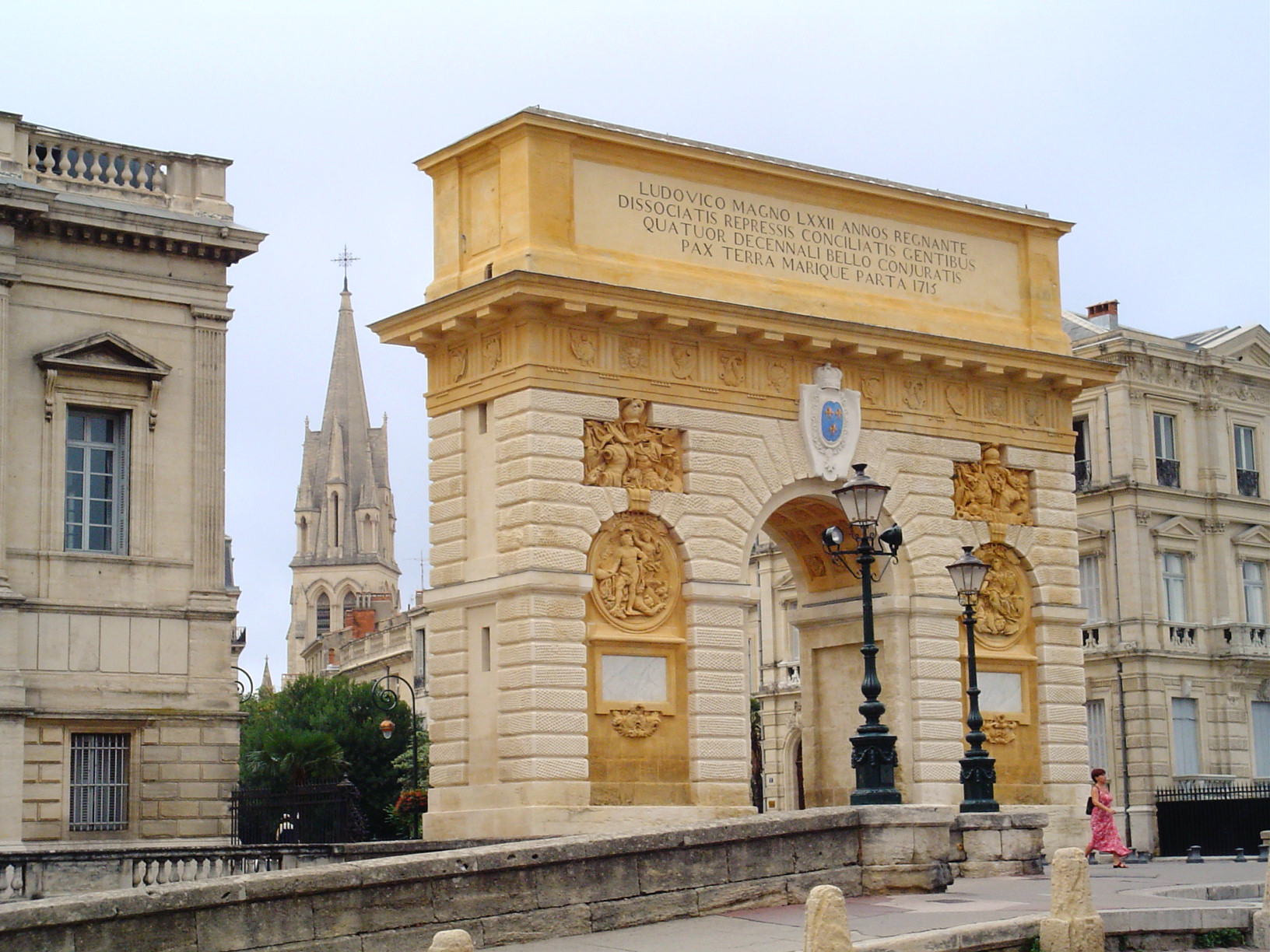
Khải hoàn môn Peyrou-Porte du Peyrou.

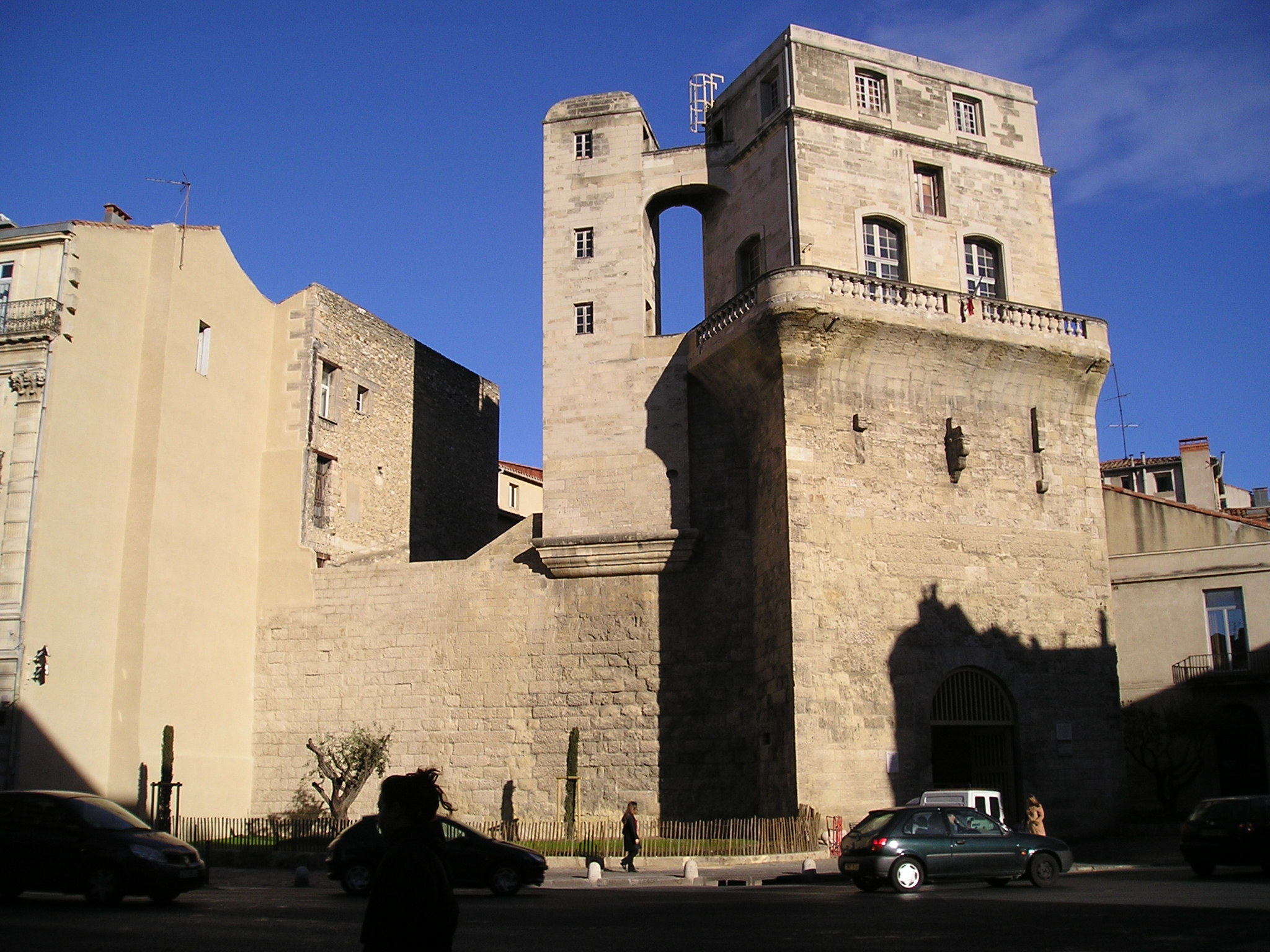
Tháp Babote-Tour de la Babote.

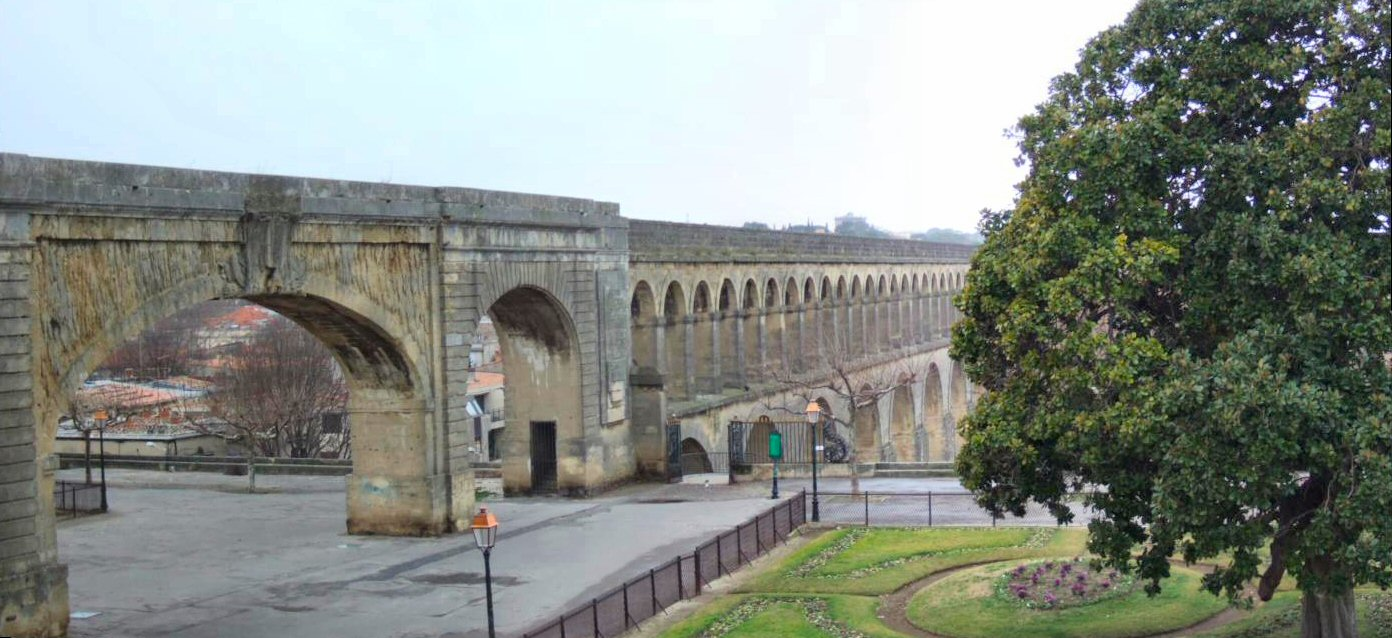
Đường dẫn nước-Saint Clément Aqueduct.

- Musée Fabre, nơi trưng bày bộ sưu tập gần 800 bức tranh đặc sắc mở cửa từ ngày 4 tháng 2 năm 2007
- Musée Atger, Hơn 1000 bức vẽ đến từ các trường nghệ thuật của Pháp, Ý
- Musée du Fougau (Bảo tàng nghệ thuật cổ truyền)
- Musée languedocien
- Musée d'Anatomie Bào tàng giải phẫu học
- Musée de la pharmacie Bảo tàng y dược học
- Musée Empereur Antonin (ou musée des moulages) Bảo tàng hoàng đế Antonin
- Musée de l'Histoire de Montpellier (Crypte Notre-Dame des Tables) Bảo tàng lịch sử Montpellier
- Musée de l'infanterie (École d'Application de l'Infanterie) Bào tàng quân đội
- Planétarium Galilée (Odysseum) Bào tàng vũ trụ
- Agropolis-Museum (Agropolis)

### Cinémas
- Gaumont Comédie
- Gaumont multiplexe
- Le Royal
- Cinéma Utopia (anc. Diagonal Campus)
- Mega CGR (sur la commune de Lattes)

## Các trường Đại học tại Montpellier
Montpellier hiện có 3 trường Đại học (Universités) và 5 trường lớn (Grands Ecoles)

### Trường Đại học Montpellier 1 (Université Montpellier 1)
Là trường Đại học đào tạo chủ yếu tập trung vào các nhóm ngành Kinh tế, Luật, Y học, Dược, Thể thao và nhiều lĩnh vực chuyên ngành thuộc các lĩnh vực trên.
- Các ngành đào tạo có tiếng của trường: Y và Luật
- Các ngành có nhiều SV VN: Kinh tế, Luật và Y

### Trường Đại học Montpellier 2 (Université Montpellier 2- Sciences et Techniques)
Là trường Đại học đào tạo chủ yếu các nhóm ngành thuộc khoa học tự nhiên và kỹ thuật như: Toán, Công nghệ thông tin, Hóa học, Vật lý, Sinh học, Khoa học Trái Đất và Môi trường, Vật liệu, Cơ khí, Xây dựng.
- Các ngành đào tạo có tiếng của trường: Vật liệu, CN Sinh học và Hóa học
- Các ngành có nhiều SV VN: Vật liệu, CN Sinh học

### Trường Đại học Montpellier 3 (Université Montpellier 3- Paul Valéry)
Là trường Đại học đào tạo chủ yếu các nhóm ngành nghệ thuật, văn chương, xã hội nhân văn, ngôn ngữ như: Văn học, Lịch sử, Ngôn ngữ, Khảo cổ, Du lịch, Âm nhạc.
- Các ngành đào tạo có tiếng của trường: Nghệ thuật, Văn chương
- Các ngành có nhiều SV VN: Văn chương, Ngôn ngữ

## Các trường lớn (Grandes Ecoles)

### Trường Nông nghiệp (Ecole Supérieure d'Agronomie Agro Montpellier)
Đào tạo chủ yếu các ngành liên quan đến Nông nghiệp và phục vụ Nông nghiệp, Nông thôn
- Các ngành đào tạo có tiếng của trường: Nông học, Kinh tế Nông thôn, Chế biến thực phẩm
- Các ngành có nhiều SV VN: Nông học, thực phẩm

### Trường Kiến trúc (ENSAM - Ecole d'Architecture Montpellier)
Đào tạo các ngành liên quan đến kiến trúc, quy hoạch và xây dựng
- Các ngành đào tạo có tiếng của trường: Kiến trúc, Cảnh quan
- Các ngành có nhiều SV VN: Kiến trúc

### Trường Thương mại (ESC Montpellier Ecole Supérieure de Commerce de Montpellier)
Đào tạo các ngành liên quan đến thương mại, quản lý, MBA, một số ngành liên kết với trường Đại học Montpellier 1
- Các ngành đào tạo có tiếng của trường: Thương mại Quốc tế, MBA
- Các ngành có nhiều SV VN: Thương mại

### Trường Hóa học (ENSCM - Ecole Supérieure de Chimie de Montpellier)
Đào tạo các ngành liên quan đến hóa học, vật liệu và công nghệ hóa học
- Các ngành đào tạo có tiếng của trường: Công nghệ hóa học, Vật liệu, Xúc tác, Hóa dầu, Hóa dược
- Các ngành có nhiều SV VN: Công nghệ hóa học

### Trường Mỹ thuật (L'Ecole supérieure des Beaux-Arts de Montpellier Aggomération)
- Các ngành đào tạo có tiếng của trường: Mỹ thuật, Hội họa

### Học viện Hàng không Montpellier-ESMA
- Đào tạo phi công

## Các thành phố kết nghĩa
- Louisville, Kentucky, Hoa Kỳ
- Heidelberg, Baden-Württemberg, Đức
- Barcelona, Tây Ban Nha
- Thành Đô, Tứ Xuyên, Trung Quốc
- Tiberias, Israel
- Fès, Maroc

## Những người con của thành phố
- Laure-Adelaide Abrantès, nhà văn nữ
- Didier Auriol (sinh 1958), vô địch thế giới về đua ô tô rallying.
- Frédéric Bazille họa sĩ Trường phái ấn tượng, (1841-1871)
- Antoine-Jérôme Balard (1802-1876), nhà hóa học
- Sébastien Bourdon 1616-1671) họa sĩ.
- Alexandre Cabanel (1823-1889), họa sĩ
- Alfred Bruyas (1821-1876), sưu tập nghệ thuật
- Jean-Jacques Régis de Cambacérès (1753-1824), chính trị gia và là chính khách.
- Auguste Comte (1798-1857), một trong những người sáng lập môn xã hội học
- Jean Dauberval (1742-1806), nghệ sĩ múa và biên đạo múa.
- Jean-Luc Dehaene (sinh 1940), chính trị gia.
- François-Xavier-Pascal Fabre (1766–1837), họa sĩ, người thành lập Muée Fabre tại Montpellier
- Stéphane Goubert (sinh 1970) vận động viên đua xe đạp.
- Juliette Gréco, nữ ca sĩ và nữ diễn viên
- Patrice Héral, nhạc sĩ nhạc jazz
- Jacques I của Aragon (1208-1276) vua của Aragon
- Jaume II của Mallorca (1243-1311) vua của Mallorca
- Louis Lepic (1765-1827), tướng của Napoléon.
- Léo Malet, nhà văn
- Guillaume Mathieu, comte Dumas
- Adolphe Nourrit (1802-1839), người hát tenor
- Charles Bernard Renouvier
- Max Rouquette (1908-2005), nhà văn
- Émile Saisset
- Edmond Séchan (sinh 1919), đạo diễn, nhà viết kịch bản phim và là nhiếp ảnh gia
- Émilie Simon (sinh 1978), nhà soạn nhạc, nữ ca sĩ
- Francis Ponge (1899-1988), nhà thơ.
- Édouard Albert Roche, nhà toán học
- Thánh Rochus của Montpellier (khoảng 1295-1327
- Joseph-Marie Vien (1716-1806) họa sĩ của Trường phái cổ điển.
- Hermann Wedel-Jarlsberg, chính trị gia